# Sony Labou Tansi
Sony Labou Tansi (1947-1995) a fost un romancier și poet congolez.